# Llíria
|  | «Edeta» redirigeix aquí. Vegeu-ne altres significats a «Edeta (motocicleta)». |

Llíria és una ciutat i municipi del País Valencià, capital de la comarca del Camp de Túria.

## Geografia
L'accés més habitual a Llíria, des de València, es fa a través de la CV-35, que rodeja la ciutat pel NE; si bé des de les veïnes Pedralba i Vilamarxant s'hi arriba per les carreteres CV-375 i CV-50, respectivament. Limita amb els municipis de Casinos, Benaguasil, Benissanó, La Pobla de Vallbona, Olocau, Marines, les Alcubles, Andilla, el Villar, Bugarra i Pedralba, tots ells de la província de València, i Altura, que pertany a la província de Castelló.
Situada a les faldes de les muntanyes de les Alcubles i Marines fins al marge esquerre del riu Túria, Llíria es considera el límit occidental de la gran plana central valenciana. El seu és un dels termes valencians més grans en extensió i presenta un interessant paisatge de contrast entre una zona muntanyosa que pertany als primers contraforts de la Serra Calderona, amb un cim de notable altura (887 metres a l'Alt de l'Ombria i 668 m del cerro Agudo), i la zona d'horta del marge esquerre del Túria.
En el paisatge topogràfic llirià es distingixen tres zones ben diferenciades. La zona més septentrional està ocupada per muntanyes juràssiques i cretàciques, pertanyents al sistema ibèric. Una segona zona està constituïda per una plana en forma de glacis. La tercera zona, sobre la qual es troba la població i l'horta actual, correspon a un pla de sediments quaternaris.
La plana miocènica està travessada per les rambles de Llíria o Primera i Castellarda, amb una amplària superior a la del llit del riu Túria, però que romanen seques quasi tot l'any. La vegetació és més rica en les muntanyes del nord, on encara hi ha algunes pinedes de rodenos i marítims, mentre que en els turons del centre i sud predominen el romaní i l'espart.

## Urbanisme
L'actual nucli urbà de Llíria té el seu origen en el turó de la Sang, sobre el qual s'alça l'església de Santa Maria de la Sang, en el qual es coneix com la Vila Vella. Al costat de l'església s'observen les restes del primitiu castell, al seu voltant es disposa una sèrie de carrerons adaptats a la irregularitat del terreny. Durant els segles xv i xvi el creixement de la població va estar contingut dins del límit físic de les muralles. Va ser a finals del segle xvi i principis del xvii quan la ciutat va créixer extramurs i es va assentar preferentment en la conca dibuixada pels tres tossals que la delimiten actualment.
A la fi del segle xvii Llíria va iniciar un desenvolupament de forma radial limitat per una sèrie d'impediments físics: la muntanya de la Torreta, el barranc entre esta i la Pedrera, l'horta baixa i el vial de distribució perimetral, que constituïa el camí que ocupa actualment el carrer Major. En els segles xviii i xix la ciutat va tenir com a eix lineal del desenvolupament l'esmentat carrer Major, mitjançant una xarxa ortogonal de carrers adaptats al medi físic (en pendent i seguint les corbes de nivell). La morfologia dels carrers va adquirir llavors una empremta moderna, amb alineacions regulars, amplades majors i uniformes, i traçats més rectilinis. A principis del segle xx, quan es va modificar el traçat de la carretera comarcal València-Ademús, es va crear un nou eix funcional que va canalitzar la posterior expansió urbana. Al mateix temps la carretera d'Olocau s'ha anat configurant com un eix de segon ordre, hui fonamental, després de la ubicació de la major part de l'activitat industrial (polígon Pla de Rascanya), la localització de centres educatius i sanitaris, la favorable topografia i la proximitat d'urbanitzacions (Sant Vicent, Oasis i altres).

## Història
L'actual ciutat de Llíria té les seues arrels en l'edat del bronze, en l'establiment que cap a la meitat del segon mil·lenni aC va existir al Tossal de Sant Miquel. En aquest mateix pujol es desenvolupà un poblat ibèric de gran importància. Rebia el nom d'Edeta i fou la capital del seu territori, l'Edetània. Poc després de la conquesta romana, cap al 175 aC el poblat fou abandonat, però més tard s'establí una nova població al peu del pujol, al denominat Pla de l'Arc. Es tractava d'una nova ciutat, aquesta ja plenament romana, i tot i que mantenia el nom del poblat ibèric, Edeta, es documenta un nom alternatiu, que seria el que acabaria per donar nom a la ciutat medieval: Leiría, actualment Llíria.

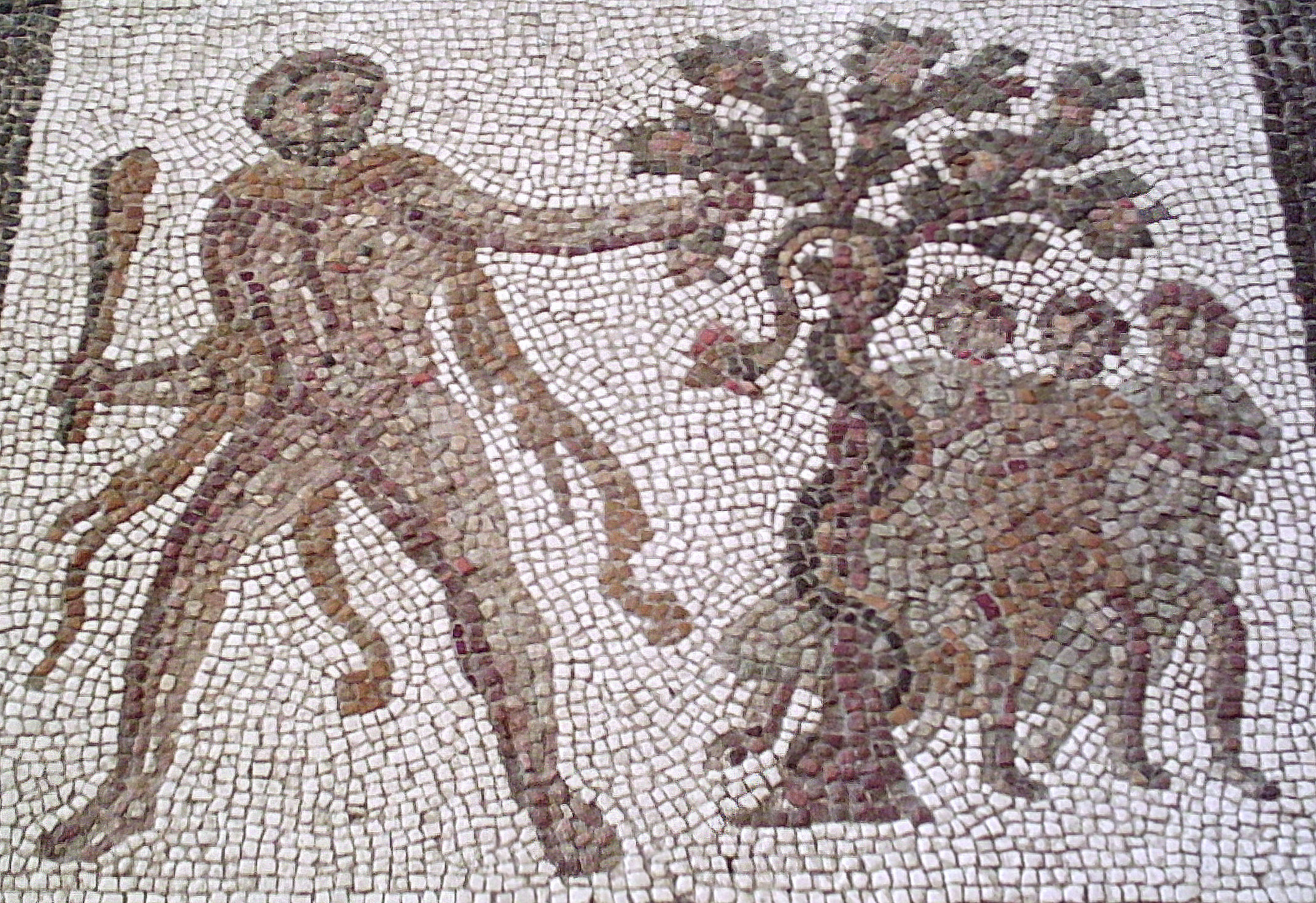
Detall del Mosaic dels treballs d'Hèrcules trobat, on es representa Hèrcules robant les pomes del jardí de les Hespèrides

La importància d'Edeta va ser primordial durant els dos primers segles de la nostra Era. Amb la crisi del segle iii, Edeta va entrar en decadència, en part eclipsada pel creixement de Valentia, i cap al segle v, sota domini de l'Imperi, havia esdevengut un centre monàstic.
Durant l'època islàmica tingué lloc el setge de la ciutat per part del Cid, causat per la negativa d'Al-Mustain a pagar el tribut de 2.000 dinars corresponents a les paries de l'any 1090. Durant el setge, el Cid va rebre una carta de la reina Constança de Borgonya, esposa d'Alfons VI, que li assegurava el perdó del seu marit si s'incorporava a l'expedició del rei castellà preparada contra els almoràvits a Andalusia. En conseqüència, el Campeador va abandonar el lloc de Llíria quan ja estava a punt de prendre-la.
Durant el període musulmà van ser perfeccionats les séquies i el sistema de regs de l'horta de Llíria. En l'aspecte polític va ser seu residencial del Cadí, espècie de jutge o magistrat de la llei musulmana, designat directament pel califa.
Cap als anys 1248 i 1249 va tenir lloc un repartiment de terres i la subsegüent repoblació amb cristians vells. A l'abril de 1252 el rei Jaume I atorgava a Llíria la carta de poblament més una sèrie de privilegis. Encara que Llíria va ser vila reial sempre, va tenir diversos senyorius com els de María Fernández en 1293, el de l'infant Juan des de 1337 i el de l'infant Raimundo Berenguer des de 1339. L'últim senyor seria l'infant Martín.
Durant les guerres de la Unió, Llíria va prendre partit del rei. El 1363 fou presa per Pere el Cruel durant la guerra dels Dos Peres. Al juny de 1364, Pere el Cerimoniós es va dirigir cap a Llíria amb ànim de recuperar-la.
L'expulsió dels moriscs en 1609 no la va afectar molt, atès que la seua població estava integrada gairebé exclusivament per cristians vells.

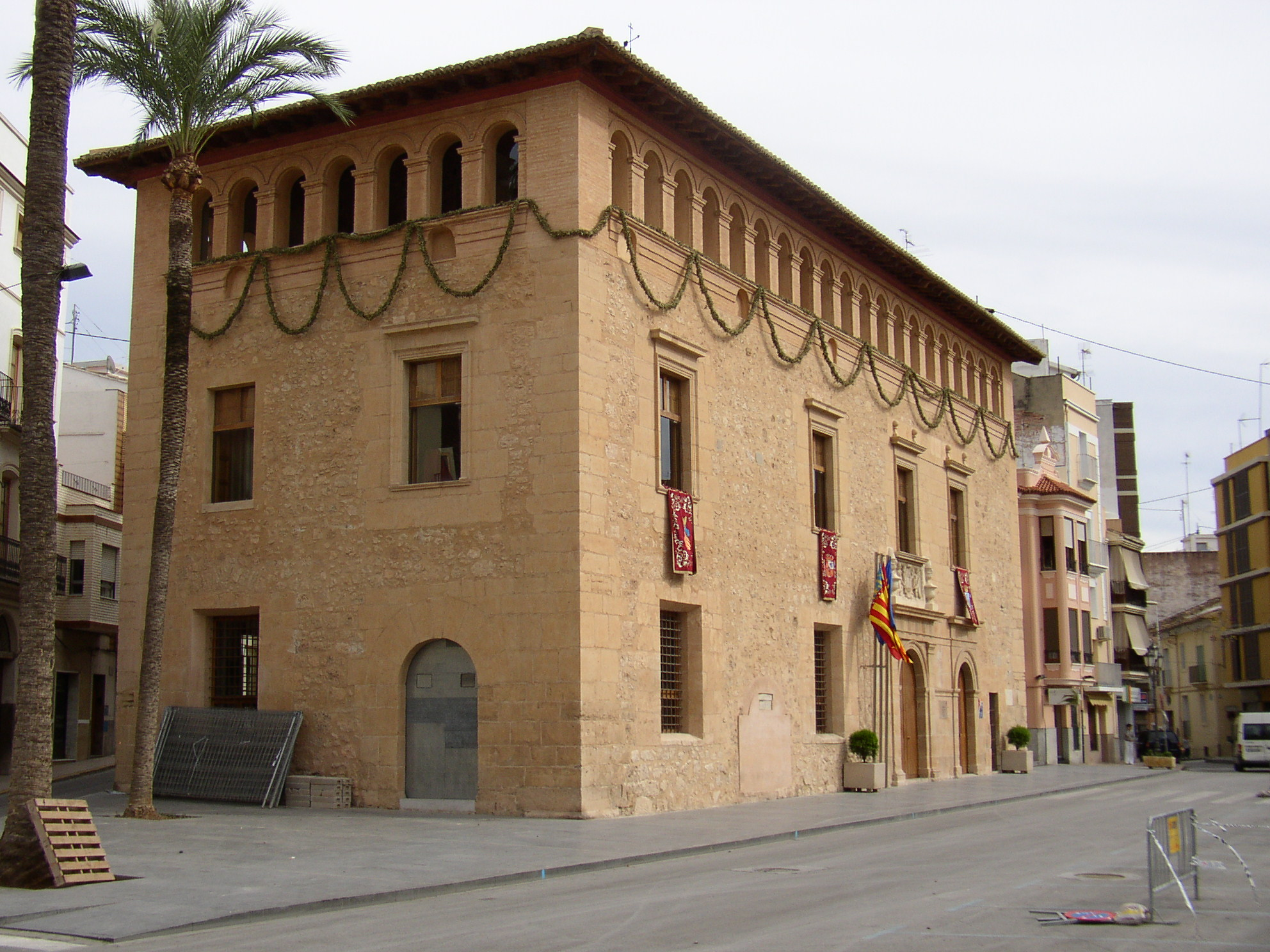
Ca la Vila

Acabada la Guerra de Successió, el rei Felip V d'Espanya, per a premiar els serveis de James Fitz-James Stuart, duc de Berwick, vencedor en la batalla d'Almansa atorgant-li el nou ducat de Llíria i Xèrica. James Fitz-James Stuart era fill de Jaume II d'Anglaterra i l'havia nomenat duc de Berwick i virrei d'Irlanda, i va ser mariscal de França i capità general d'Espanya durant la guerra de Successió. El tercer duc de Llíria i Xèrica, Jacobo Fitz-James Stuart i Colón de Portugal, es va casar amb María Teresa de Silva y Álvarez de Toledo, filla de la duquessa d'Alba. Hui dia està en possessió de Cayetana Fitz-James Stuart, qui és a més Alcaldessa Honorífica de Llíria.
Durant el segle xviii la política fisiocràtica dels Borbó va donar lloc a un avanç espectacular de l'agricultura lliriana.
En èpoques posteriors, durant la Guerra del Francès, la població va abandonar el nucli urbà i es va refugiar en les forests. Les tropes franceses van ocupar la vila des de 1810 a 1813 i es van fer fortes en el santuari de Sant Miquel.
Llíria va ser saquejada durant la Primera Guerra Carlina per les tropes carlistes de Ramon Cabrera i Grinyó en nombroses ocasions.
En 1887, per reial decret, es va concedir a Llíria el títol de ciutat.
A finals del segle xix, es projectà un ferrocarril de València a Calataiud per Terol. Tot i que mai no es va acabar, el tram des de València fins a Llíria sí que es va realitzar, inaugurant-se el 10 d'octubre de 1890. Aquesta línea va millorar l'exportació de vins de Llíria i de la resta del Camp de Túria pel port del Grau.

## Demografia
El municipi tenia uns 21.000 residents l'any 2006, dels quals uns 16.400 vivien al centre de la ciutat, uns 3.300 vivien en urbanitzacions residencials als afores, i uns 1.300 vivien de manera disseminada. Llíria i el Camp de Túria tenen una de les mitjanes de creixement de població més altes del País Valencià. Fora del centre de la ciutat hi ha pocs sistemes de clavegueram, carrers asfaltats i il·luminació. La major població immigrada prové del Marroc (424), Romania (421) i el Regne Unit (409). 
| Evolució demogràfica (des de 1877) Censos de població | Evolució demogràfica (des de 1877) Censos de població | Evolució demogràfica (des de 1877) Censos de població |
| ----------------------------------------------------- | ----------------------------------------------------- | ----------------------------------------------------- |
|                                                       |                                                       |                                                       |
|                                                       |                                                       |                                                       |
|                                                       | Font: Institut Nacional d'Estadística                 |                                                       |

| Població | 16.856 | 17.216 | 17.941 | 18.431 | 19.172 | 20.224 | 21.078 | n.d. | 22.441 | 22.706 | 22.997 | 23.397 | 23.542 | 23.576 |

## Política i govern

### Composició de la Corporació Municipal
El Ple de l'Ajuntament està format per 21 regidors. En les eleccions municipals de 26 de maig de 2019 foren elegits 9 regidors del Partit Popular (PP), 6 del Partit Socialista del País Valencià (PSPV-PSOE), 5 de Compromís per Llíria-Moviment Veïnal Camp de Túria (Compromís-MoVe) i 1 de Ciutadans - Partit de la Ciutadania (Cs).
| Eleccions municipals de 26 de maig de 2019 - Llíria                                                                                       |                                          |                                     |                                     |         |          |          |
| Candidatura | Candidatura                              | Candidatura                         | Cap de llista                       | Vots    | Vots     | Regidors |
| | Partit Popular                           |                                     | Mª del Remedio Mazzolari Tortajada  | 3.862   | 37,37%   | 9 (+3)   |
| | Partit Socialista del País Valencià-PSOE |                                     | Manuel Civera Salvador              | 2.765   | 26,76%   | 6 (-2)   |
| | Compromís-MoVe                           |                                     | Joan Manuel Miguel León             | 2.233   | 21,61%   | 5 ()     |
| | Ciutadans - Partit de la Ciutadania      |                                     | José Antonio Fombuena Salado        | 794     | 7,68%    | 1 ()     |
| | Altres candidatures                      |                                     |                                     | 680     | 6,54%    | 0 ( -1)  |
| | Vots en blanc                            |                                     |                                     | 65      | 0,63%    |          |
| Total vots vàlids i regidors | Total vots vàlids i regidors             | Total vots vàlids i regidors        | Total vots vàlids i regidors        | 10.399  | 100 %    | 21       |
| | Vots nuls                                | Vots nuls                           | Vots nuls                           | 80      | 0,76%    |          |
| Participació (vots vàlids més nuls) | Participació (vots vàlids més nuls)      | Participació (vots vàlids més nuls) | Participació (vots vàlids més nuls) | 10.479  | 59,96%** |          |
| Abstenció | Abstenció                                | Abstenció                           | Abstenció                           | 6.998*  | 40,04%** |          |
| Total cens electoral | Total cens electoral                     | Total cens electoral                | Total cens electoral                | 17.477* | 100 %**  |          |
| Alcalde: Manuel Civera Salvador (PSPV) (15/06/2019) Per majoria absoluta dels vots dels regidors (11 vots: 6 de PSPV i 5 de Compromís)    |                                          |                                     |                                     |         |          |          |
| Fonts: JEC, JEZ Llíria, Ministeri de l'Interior, Periòdic Ara. (* No són vots sinó electors. ** Percentatge respecte del cens electoral.) |                                          |                                     |                                     |         |          |          |

### Alcaldia
| Període                       | Alcalde o alcaldessa                           | Partit polític           | Data de possessió     | Observacions       |
| ----------------------------- | ---------------------------------------------- | ------------------------ | --------------------- | ------------------ |
| 1979–1983                     | Josep Maria Jordan Galduf Enrique Manuel Pérez | PCE Grupo Independiente  | 19/04/1979            | --                 |
| 1983–1987                     | Vicente Soldevilla Gómez                       | PSPV-PSOE                | 28/05/1983            | --                 |
| 1987–1991                     | Vicente Castellano Benci                       | AP                       | 30/06/1987            | --                 |
| 1991–1995                     | Ricard Torres Balaguer                         | PSPV-PSOE                | 15/06/1991            | --                 |
| 1995–1999                     | Miguel Pérez Gil                               | PP                       | 17/06/1995            | --                 |
| 1999–2003                     | María José Pérez Lapiedra                      | PSPV-PSOE                | 03/07/1999            | --                 |
| 2003–2007                     | Manuel Izquierdo Igual                         | PP                       | 14/06/2003            | --                 |
| 2007–2011                     | Manuel Izquierdo Igual                         | PP                       | 16/06/2007            | --                 |
| 2011–2015                     | Manuel Izquierdo Igual                         | PP                       | 11/06/2011            | --                 |
| 2015–2019                     | Manuel Civera Salvador                         | PSPV-PSOE                | 13/06/2015            | --                 |
| 2019-2023                     | Manuel Civera Salvador Joanma Miguel León      | PSPV-PSOE Compromís-MOVE | 15/06/2019 26/06/2021 | -- Pacte de govern |
| Des de 2023                   | Joanma Miguel León                             | Compromís-MOVE           | 17/06/2023            | --                 |
| Fonts: Generalitat Valenciana |                                                |                          |                       |                    |

## Patrimoni

### Patrimoni arqueològic

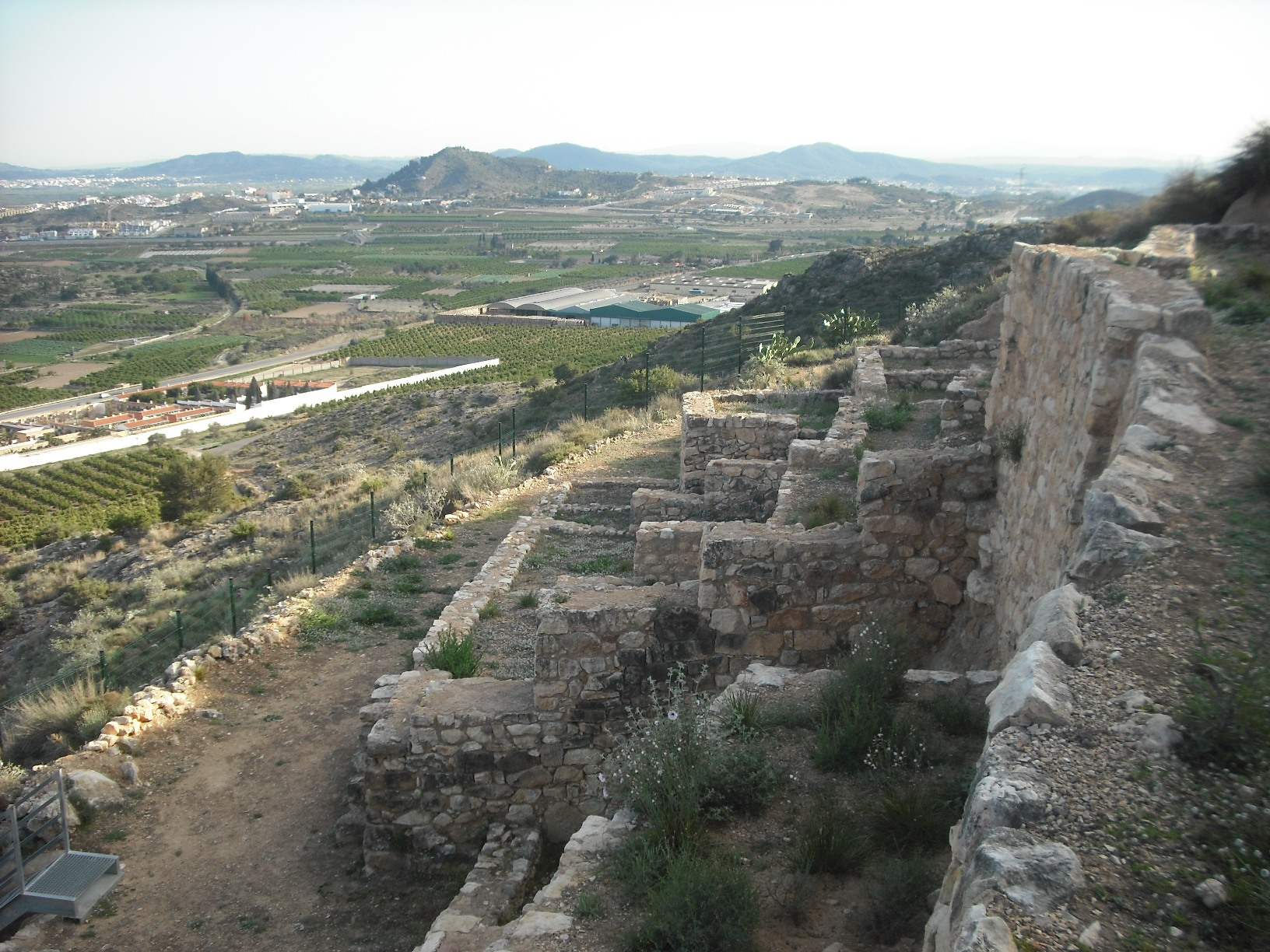
Vista d'una secció del jaciment d'Edeta.

- Tossal de Sant Miquel: es tracta d'un extens jaciment que es correspon amb Edeta, l'antiga capital dels edetans, i que va ser una de les majors ciutats dels ibers. El jaciment, estratègicament situat sobre el turó de Sant Miquel, ha proporcionat, entre d'altres, interessants ceràmiques pintades.[1][12] La seua cronologia va des del segle v aC al segle ii aC, quan fou abandonada a conseqüència de la conquesta romana.

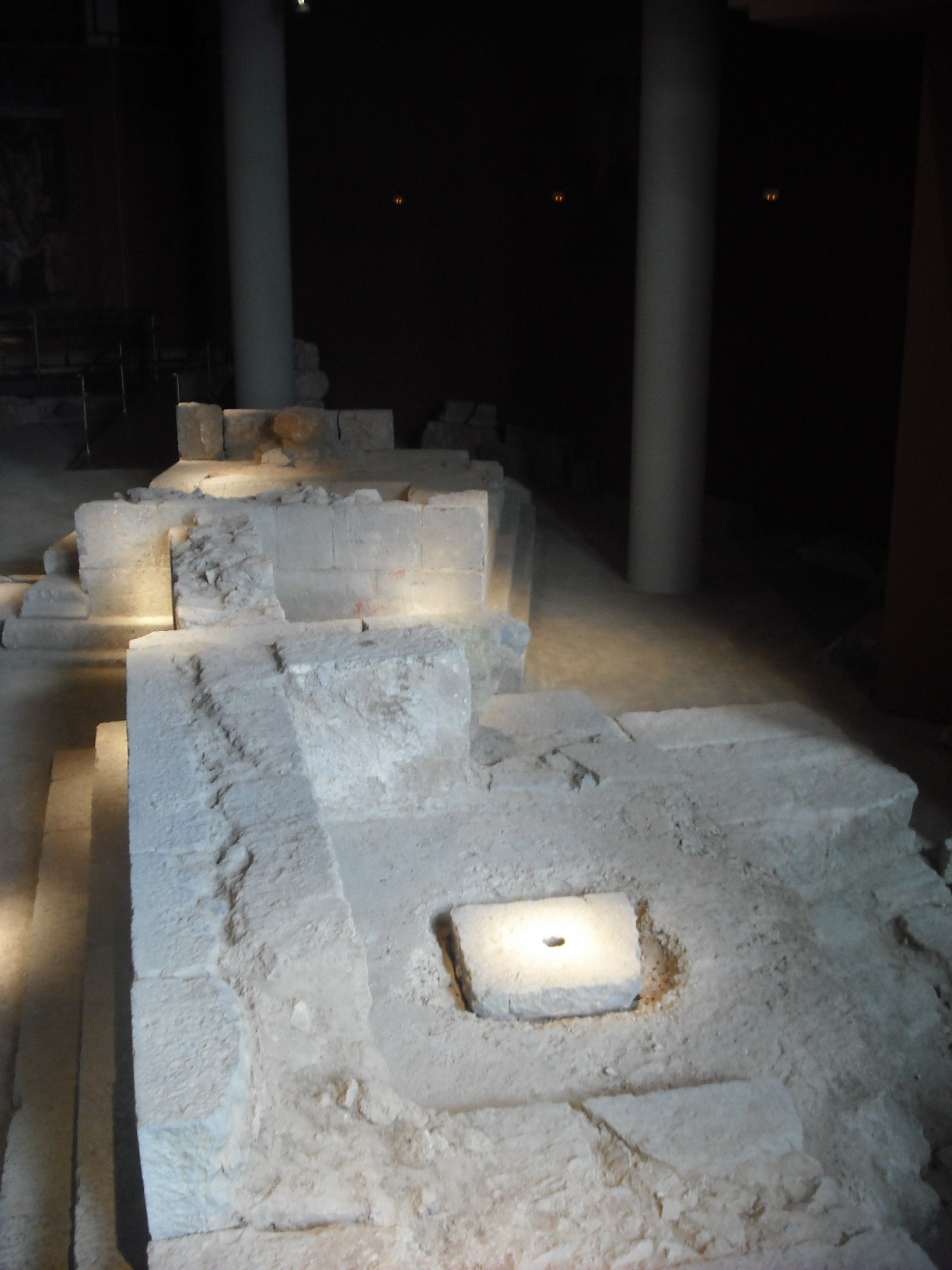
Vista general dels mausoleus.

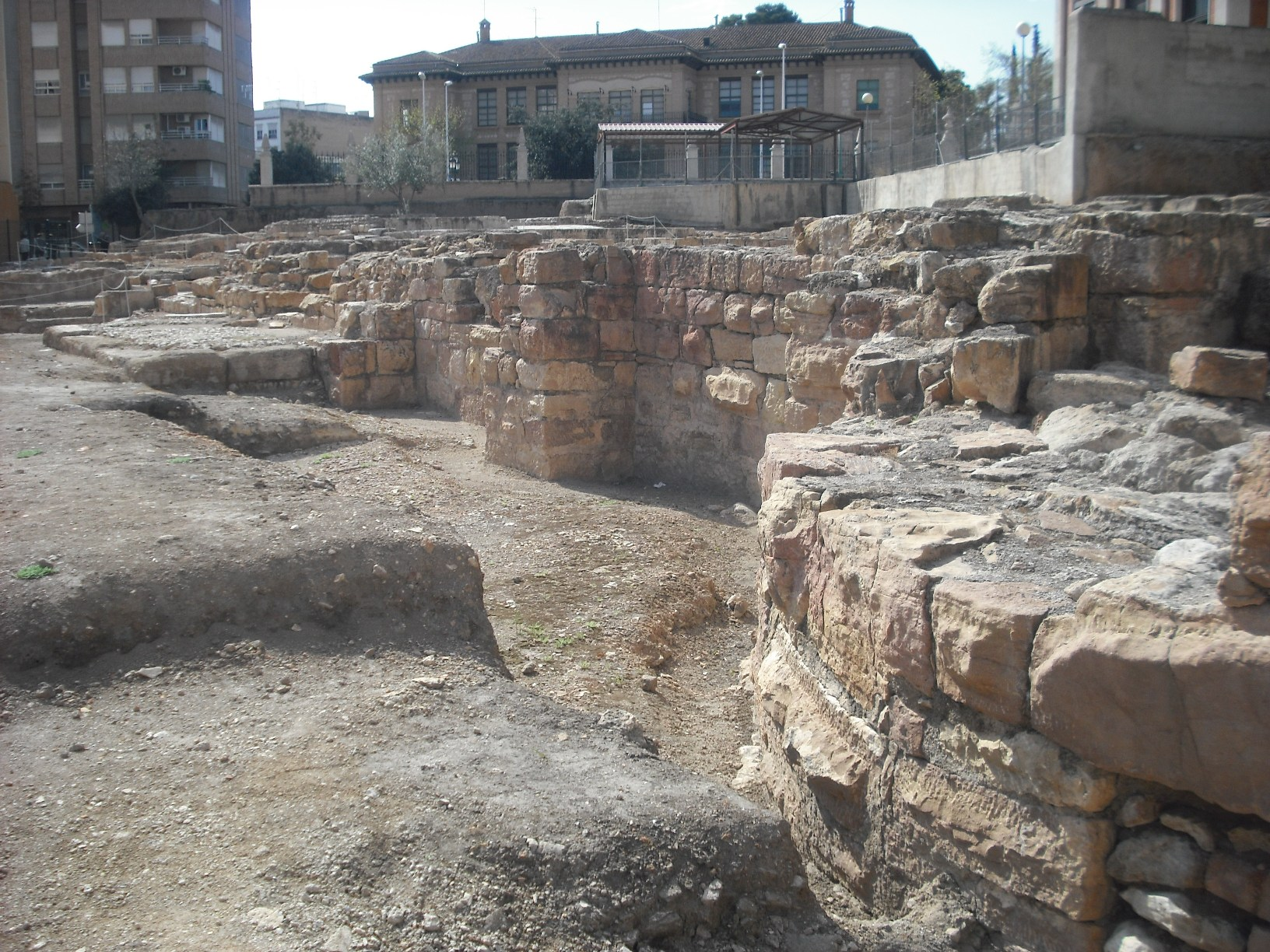
Vista de la palestra i la secció masculina de les termes de Mura.

- Pla de l'Arc: es tracta del jaciment que es correspon amb la ciutat romana d'Edeta, establerta un segle després de l'abandonament de l'oppidum ibèric, i que es troba integrat en el nucli urbà de la població.[13] Hi destaquen:
  - Mausoleus romans: es tracta de dos mausoleus d'època romana, situats originalment a l'entrada septentrional de la ciutat romana i construïts al voltant del segle i.[14] El primer edifici, de planta rectangular i forma d'arc, tenia la façana decorada amb pilastres acanalades i davant seu es conserva una inscripció en tabula ansata. El segon pertany als sepulcres turriformes i en el seu interior es conserva una llosa amb orifici central per a les libacions sota la qual es trobaven les restes carbonitzades del difunt. El conjunt constituïx una de les millors mostres de l'arquitectura funerària d'Hispània i ha estat declarat BIC.[15]
  - Santuari i termes romanes de Mura: és un jaciment de 3600 m² que es va començar a excavar en la dècada de 1970 i hui dia encara es troba en fase de recuperació arqueològica. Es va construir al segle i, probablement promogut per Marc Corneli Nigrí, i és un dels complexos religiosos i d'aigües termals més monumentals d'Hispània[16] El temple, d'estil grec, està envoltat per un recinte tancat de planta lleugerament trapezoïdal i inclou una aedicula. El conjunt termal s'enquadra dins de l'estil pompeià i consta de dos grans edificis, el major masculí i el menor femení, separats entre si i articulats al voltant d'una palestra, encara que l'accés es feia mitjançant una basilica thermarum, ja que a la palestra només tenien accés els homes. Les dues termes es componen de apodyterium (vestuari), frigidarium (sala freda), tepidarium (sala tèbia) i caldarium (sala calenta) i compten amb el seu propi praefurnium (forn). La part masculina comptava amb una piscina freda en una cantonada de la palestra i la femenina amb una piscina coberta. Durant l'època romana d'Orient i visigoda el santuari i les termes es transformen en un monestir cristià, que és abandonat definitivament cap a finals del segle vii.[17] D'època romana d'Orient s'ha recuperat un llum amb representació d'una creu copta de clara influència oriental, mentre que d'època visigoda proliferen els enterraments tant dins com fora de l'edifici, en un dels quals es va descobrir el passador de cinturó que va proporcionar la datació més tardana de l'ocupació de l'antic municipi.[18] El conjunt, que conserva en molt bon estat gran part del paviment original i de les conduccions d'aire calent, és un dels principals jaciments romans del País Valencià.[16]
- Castellet de Bernabé:amb una superfície d'uns 1000 m², es tracta d'un poblat de carrer central prototípic.[19] Va estar habitat entre el segle v aC i el segle iii aC i va constituir un caseriu integrat en l'ordre geopolític d'Edeta.[20] Excavat en la seua totalitat, és un dels principals assentaments ibèrics visitables.[21]
- Mont-ravana situat a uns 10 km al nord-oest de Llíria, es tracta d'un poblat ibèric d'entre 6000 i 8000 m², que conserva tot el recinte emmurallat. Adossades a la muralla es van trobar cinc llargues dependències, probablement un complex industrial destinat a la transformació d'aliments.[22] Els habitatges estan adossats entre si i oberts a carrers que recorren l'assentament longitudinalment. S'han recuperat materials des de la seua aparició en el segle v aC fins a la seua destrucció i abandonament a mitjan segle ii aC,[22] destacant la figura d'un bou, que és l'única mostra d'escultura ibèrica que s'ha trobat en el Camp de Túria.[23] La Mont-ravana correspon al tipus de pobles que configuren la segona categoria de poblaments edetans, amb base econòmica agropecuària i funcionant com a fonts d'aprovisionament de la capital.[22]
- Poble murat Cova Foradà

### Monuments religiosos

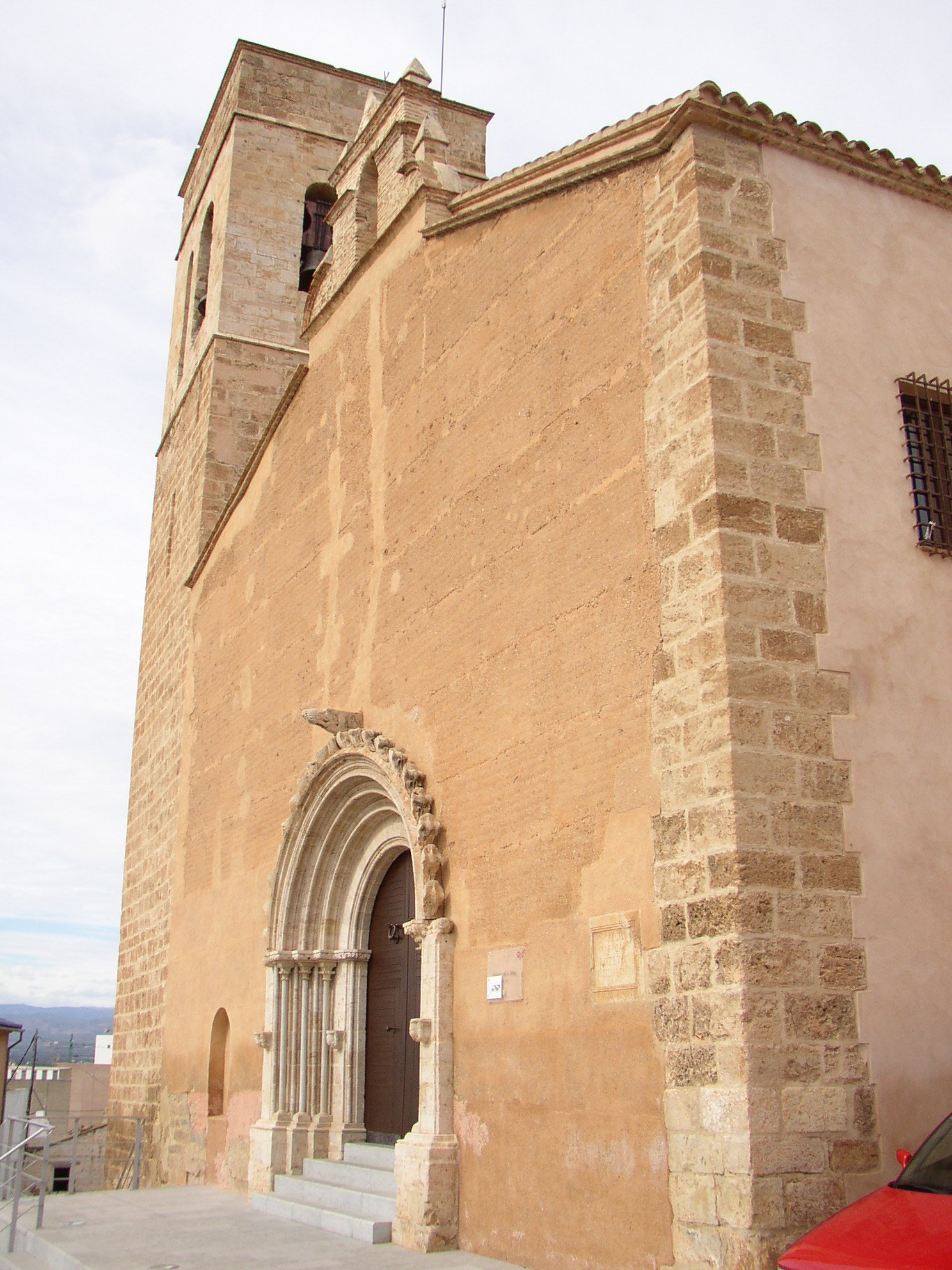
Església de la Sang

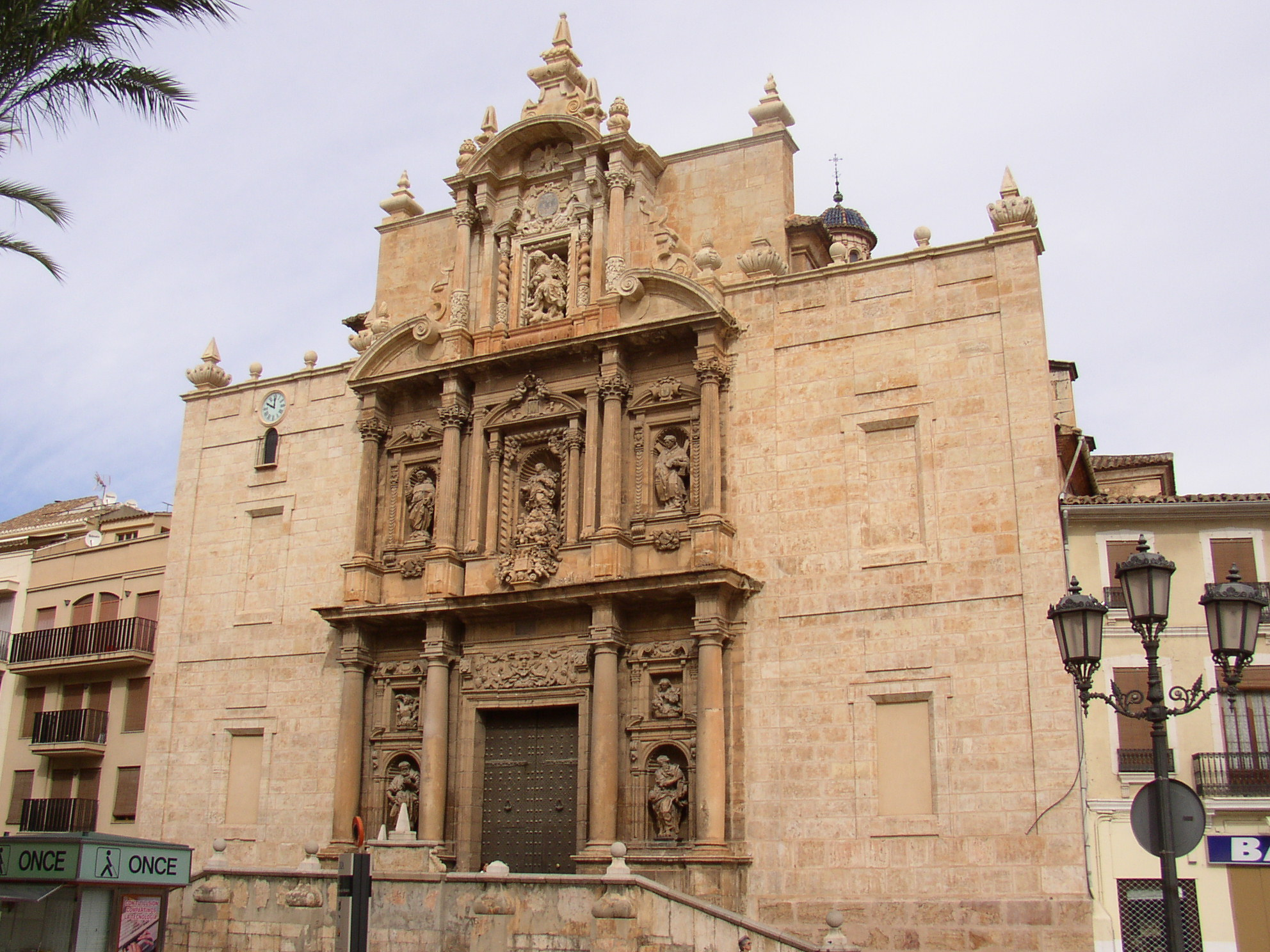
Església de l'Assumpció

- Reial Monestir de Sant Miquel. Situat en la lloma que domina la ciutat permet contemplar una bona panoràmica de Llíria i el seu entorn. Va ser fundat pel rei Jaume el Just l'any 1319, i es va reformar en 1406, encara que el temple actual data del 1774 i el cambril es va construir entre 1794 i 1807 sota la direcció de Vicent Marzo.[24] La seua església, d'estil neoclàssic, és d'una sola nau decorada amb pintures que representen la llegenda de Sant Miquel.[1]
- Església de la Sang: construïda al segle xiii sobre l'antiga mesquita, combina elements romànics amb els del gòtic de conquesta. Va ser la principal parròquia de la població fins a 1642, en què va ser substituïda per l'Església de La Mare de Déu de l'Assumpció.[1] Consta d'una sola nau de quatre trams, amb coberta d'armadura de fusta de doble vessant, sostinguda sobre l'extradós dels quatre arcs diafragma, sent una de les poques esglésies que conserven una teulada d'eixes característiques. El teginat mostra una decoració policromada de tradició mudèjar, en la qual es veuen representades escenes cavalleresques, animals mitològics, motius vegetals i heràldics. Entre els contraforts s'obren petites capelles voltades, algunes amb restes de pintures murals, algunes del segle xiv.[25] La porta principal, situada a la part sud-oest del temple, es va construir uns seixanta anys després de la primitiva porta lateral, en un estil més elaborat i complex, estructurat per fines arquivoltes de mig punt que descansen sobre columnes d'estil gòtic, tot això decorat amb motius vegetals, animals i humans[26] Va ser declarada monument històric-artístic nacional el 1919 i en l'actualitat té la consideració de BIC.
- Església de la Mare de Déu de l'Assumpció. Del segle xvii i d'estil barroc. El seu interior consta de tres naus amb arc de mig punt. Destaca la gran cúpula situada sobre el creuer, la traça de la qual fou realitzada per Pablo Albiniano de Raxas en 1626, encara que el projecte va ser modificat per Pedro Ambuesa en 1634. La seua façana monumental, està inspirada en la del Monestir de Sant Miquel dels Reis de València.[27] S'articula a manera de retaule de tres cossos i doble escalinata, i va ser realitzada per l'escultor Tomàs Lleonart.[1] A l'interior també es conserven algunes obres d'importants, com el baldaquí que va realitzar l'arquitecte Vicente Traver per a la Catedral de València o la tomba de l'última duquessa d'Alba de la Casa Silva.[27]
- Ermita de Sant Vicent Ferrer. És un santuari molt popular i en les seues proximitats va estar abans altra ermita dedicada a la Mare de Déu de la Font. Data de 1571, es tracta d'un edifici senzill amb elements barrocs i neoclàssics, aixecat sobre un anterior dedicat a la Mare de Déu de la Font[1] que estava situat al lloc on en època romana va existir un temple dedicat a la salut i la fecunditat.[28] L'edifici actual es va aixecar per commemorar un miracle de Sant Vicent Ferrer que, segons la tradició, havia fet brollar aigua d'un pou durant una forta sequera ocorreguda el 1410.[29] En el paratge on es troba, anomenat Font de Sant Vicent, hi ha diverses fonts i vegetació de pins, eucaliptus i acàcies,[28] així com una important fauna aquàtica (tenques i ànecs), arborícola (esquirols) i coloms.[30]
- Ermita de Santa Bàrbara: es va construir el 1620 i va estar a càrrec dels franciscans. Es troba en ruïnes, ja que va ser destruïda durant la Guerra Civil. És interessant el seu calvari, del segle xix.[31]

### Monuments civils
- Castell de Llíria. D'origen àrab
- Palau dels Ducs de Llíria o Ca la Vila: D'estil renaixentista, construït a finals del segle xvi, està construït en estil renaixentista, té un matís una tan manierista i regional.[1] És seu de l'ajuntament com a mínim des 1847, fins a l'actualitat. Destaca la seua portada renaixentista i està declarat BIC.[32]
- Ca la Vila Vella: edifici del segle xiv, primera seu de la cambra de jurats i del concejo. Actualment és seu del museu Silvestre d'Edeta.
- Banys àrabs: daten del segle xii.[33]
- Forn de la Vila: es tracta d'un forn medieval construït en estil gòtic,[1] amb arcs de carreu en ogiva oberta, de tipus diafragmàtic, i petites estances cobertes de bigues.[34]
- Muralla medieval de Llíria
- Restes de l'Alcassaba
- Casa o Masia de Camps
- Masia de Molla
- Masia del Jutge

## Cultura

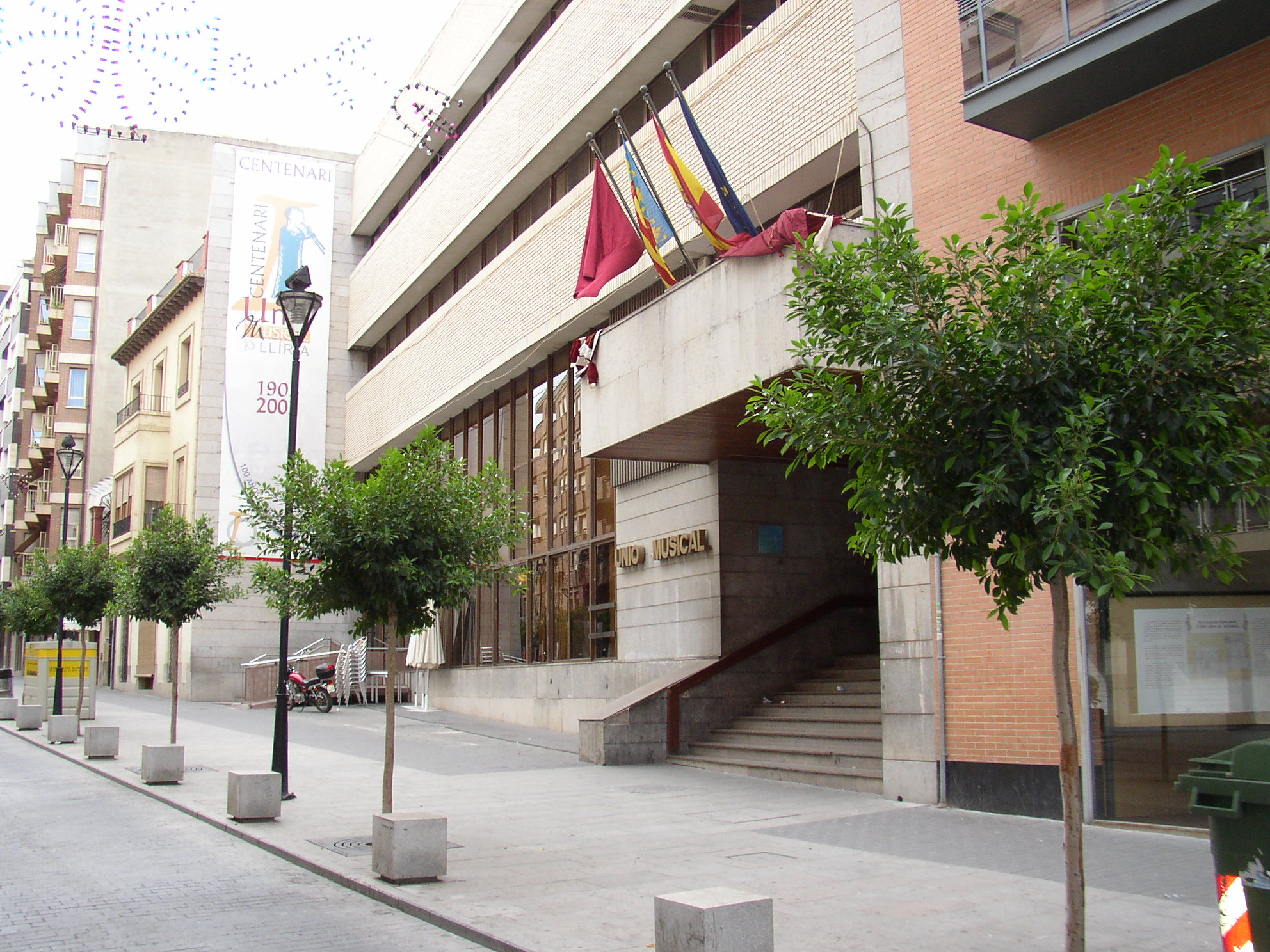
Seu de la Unió Musical

La música és possiblement una de les manifestacions que més caracteritza a Llíria. La gran diversitat de cultures, tradicions i pensaments que s'han anat produint al llarg de la seua història formen el sustent que ha fet possible l'aparició de la rica activitat músico-cultural que fa que avui dia tots identifiquem a Llíria com a la Ciutat de la Música. Les seues dues Bandes de Música, La Unió Musical i la Banda Primitiva són conegudes a nivell internacional i a través d'elles Llíria proveïx de músics moltes orquestres, bandes, agrupacions musicals professionals i conservatoris de tot Espanya.

### Museus
- Museu Arqueològic o MALL: es va construir el 1997 en un edifici de nova planta,[35] obra dels arquitectes Ignacio Docavo i Gema Casany,[36] i que es troba integrat el les ruïnes de l'antiga alcassaba. Es va inaugurar oficialment l'abril de 2002 i conté una important col·lecció de peces ibèriques, romanes i medievals de Llíria i el Camp de Túria.[35] Destaquen les ceràmiques, monedes i estris recollits en el Tossal de Sant Miquel, el Pla de l'Arc i el mateix nucli urbà.[36] El museu s'encarrega, així mateix, de realitzar projectes de recerca arqueològica en els conjunts visitables de la ciutat.[35]
- Museu Silvestre d'Edeta: situat a l'edifici de Ca la Vila Vella, està dedicat a Manuel Silvestre d'Edeta, fill predilecte de Llíria i un dels escultors valencians del segle xx de major reconeixement internacional. El museu compta amb una exposició de bona part de les obres de l'artista, un taller didàctic i una sala audiovisual.[37]

### Festes i celebracions
- Falles: Llíria és u dels vora noranta municipis valencians que participen en el culte mediterrani al foc.[38]
- Setmana Santa: Se celebra des de l'època medieval (segle xv) durant el mes d'abril. Els actes religiosos estan organitzats per les cofraries de la Sang i de La nostra Senyora dels Dolors.
- Les Festes de Sant Vicent Ferrer: Se celebren els dies al voltant del primer dilluns després de Pasqua. Pràcticament totes les civilitzacions que han habitat Llíria han gaudit del Parc de Sant Vicent com punt de trobada dels seus ciutadans. Possiblement els ibers ja es trobaven en l'Ull Redó per a gaudir acompanyats de les seues divinitats. I en època romana els edetans anaven al temple i a la font per a distraure's i a venerar les nimfes i deesses de l'aigua. Avui els llirians continuen trobant-se en el parc i celebren, amb els amics i la família, un esmorzar popular extraordinàriament concorregut el dia de sant Vicent Ferrer. Al matí un romiatge duu la imatge del sant des de l'església de l'Assumpció fins a l'ermita com recordatori de la visita que va fer el dominicà a la fi d'agost de 1410. Acabada la missa en l'ermita, es fa la benedicció de l'olivera que el mateix pare Vicent Ferrer va fer i que encara avui es conserva en el costat de les fonts. La volta al nucli urbà es realitza en romiatge, a peu, amb carro o en altres vehicles en un ambient lúdic i festiu.
- Festa de la Puríssima i el Remei: Durant els darrers dies d'agost i els primers de setembre, Llíria es vist d'etiqueta amb la pólvora dels focs artificials, els bous al carrer, les filades de moros i cristians, els actes religiosos i la música de les bandes.
- La Fira i Festes de Sant Miquel: És la festa major de la ciutat, la més arrelada en la tradició de Llíria i la més coneguda fora de la ciutat. El seu origen es remunta a l'any 1326 quan Jaume el Just va fundar el monestir, i va adquirir caràcter oficial l'any 1446 quan la Fira de Sant Miquel va ser instituïda pel rei Joan II per a impulsar econòmicament la ciutat. Llavors el seu caràcter era agrícola i ramader i acudien mercaders de les comarques veïnes. En el segle xix van ser reconegudes com a festes religioses patronals. Durant la segona quinzena de setembre i fins al dia 29, dia de Sant Miquel, l'Ajuntament programa diversos actes i espectacles culturals i lúdics perquè els llirians i els milers de visitants de les comarques veïnes puguen fruir de la festa. El camí de pujada al turó està poblat de tendetes de caneles i ciris que utilitzen els pelegrins per a beneir l'arcàngel. Avui la fira s'ha convertit en un gran parc d'atraccions on la nòria o la muntanya russa es barreja amb els tendetes més tradicionals de torrons, confits, etc.

### Esports
En motociclisme destaca la figura d'Hèctor Faubel. L'equip de renom és el Club Bàsquet Llíria. Llíria compta amb un trinquet de primera categoria per a la pràctica de l'Escala i corda, el Trinquet del Pla de l'Arc. De fet, és seu de partides de les competicions més importants, a més del Trofeu Ciutat de Llíria, coincidint amb les Fires i Festes de Sant Miquel (segona quinzena de setembre).

## Fills il·lustres
- Edecó (segle iii aC), rei o cap dels edetans.
- Marc Corneli Nigrí (40-97?): polític, militar i candidat al tron imperial romà.[39]
- Ibn Ayyad (1109-?): historiador.[40]
- Bartomeu Gerp (Llíria, segle xv), matemàtic, teòleg i astròleg.
- Josep Escrig i Martínez (Llíria, 1791 - 1867), advocat i lexicògraf.
- Severino Albarracín Broseta (Llíria, 1850 - Barcelona, 1878), dirigent anarquista valencià i mestre d'escola.
- Enrique Blat Guerro (Vilamarxant, 1879- Llíria, 1951), empresari[41]
- Miquel Asensi i Martín (Llíria, 1880 - 1945), compositor
- Armand Guerra (Llíria, 1886 - París, 1939), tipògraf, cineasta i anarquista.
- Miguel Pérez Martínez (Llíria - Mèxic) metge i polític
- Josep Manaut Viglietti (Llíria, 1898 - Madrid, 1971), pintor, teòric de l'art i activista polític.
- José María Peñarrocha Bori (Llíria, 1907 - Llíria, 1992), activista polític i escriptor
- Manuel Silvestre d'Edeta (Llíria, 1909 - València, 2014), escultor i dibuixant.
- Juan Vicente Mas Quiles (Llíria, 1921), compositor i director d'orquestra i banda.
- Pascual Enguídanos Usach (Llíria, 1923 - Llíria, 2006), escriptor de ciència-ficció.
- Manuel Galduf (Llíria, 1940): director d'orquestra.
- Juan Manuel Gómez d'Edeta (Llíria, 1943): trompetista i compositor.[42]
- Josep María Jordan Galduf (Llíria, 1950), professor i polític
- Ricard Torres Balaguer (Llíria, 1955), empresari i polític.
- Natxo Rodilla (Llíria, 1974), exjugador de bàsquet i entrenador.
- Hèctor Faubel (Llíria, 1983), motociclista.